# Tavoesj
Tavoesj (Armeens: Տավուշ; [tɑˈvuʃ]ⓘ) is een van de provincies van Armenië en ligt in het noordoosten van het land, waar het grenst aan Georgië in het noorden en Azerbeidzjan in het oosten. De hoofdstad van de provincie is Ijevan. In de provincie liggen de twee exclaves Barxudarlı en Yuxarı Əskipara van Azerbeidzjan, welke onder controle staan van Armenië sinds de oorlog van Nagorno-Karabach.

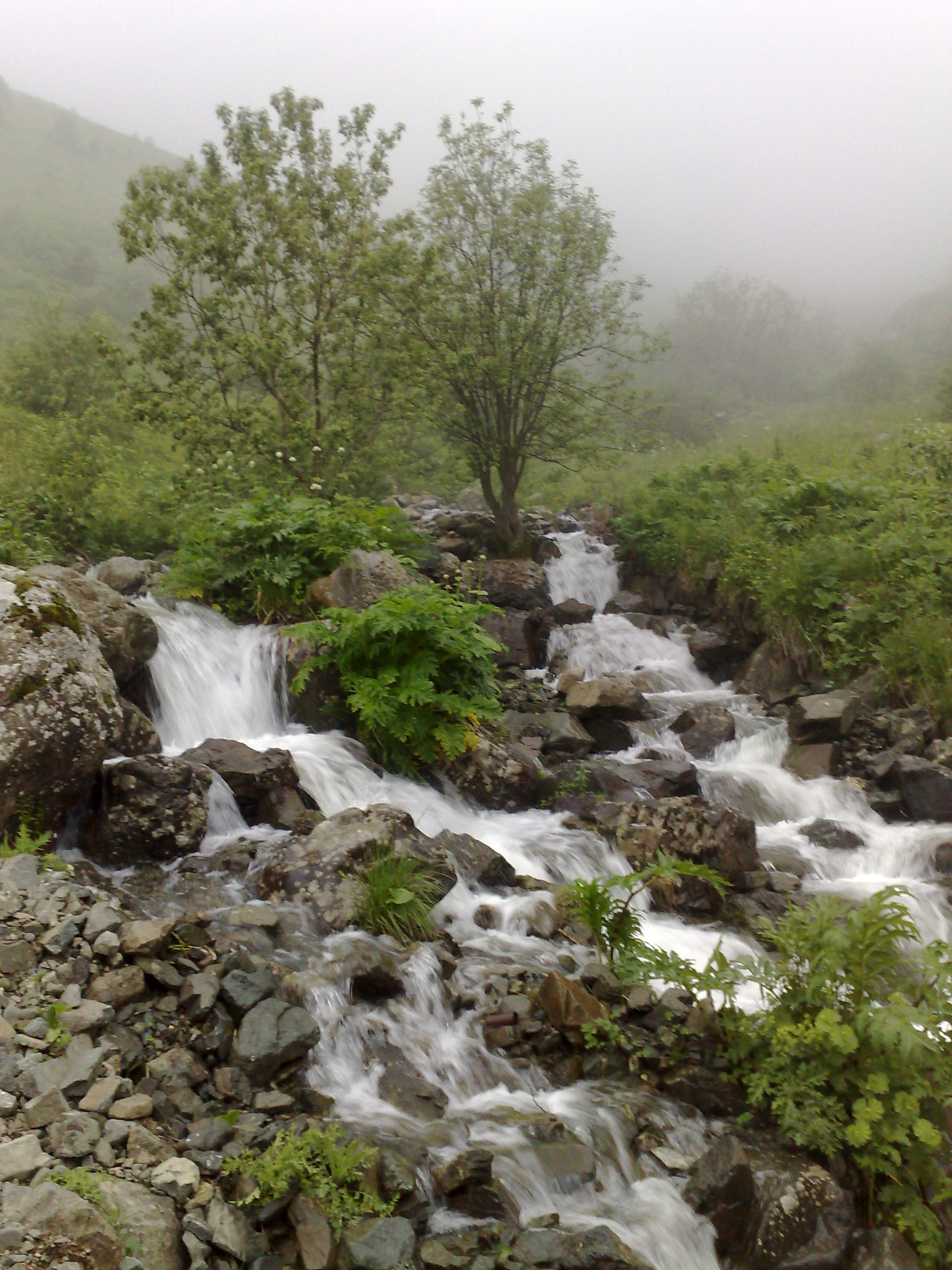
Natuur van Tavoesj.

Tavoesj grenst aan de volgende marzer (provincies):
- Gecharkoenik - zuiden
- Kotajk - zuidwesten
- Lori - westen

## Demografie
Tavoesj telt ongeveer 124.500 inwoners in 2016, waarvan 52.500 in stedelijke nederzettingen en 72.000 in dorpen op het platteland. In 2012 woonden er nog ongeveer 128.300 inwoners, waarvan 54.100 in stedelijke gebieden en ongeveer 74.200 in dorpen op het platteland. In 2001 woonden er nog 134.400 mensen in de provincie Tavoesj.
De provincie wordt nagenoeg uitsluitend bewoond door Armeniërs (99,5 procent). 
Het geboortecijfer bedraagt in 2016 ongeveer 11,2‰. Het sterftecijfer bedraagt 11,3‰ in dezelfde periode. De natuurlijke bevolkingstoename is negatief en bedraagt ongeveer -0,1‰. Tavoesj is de enige provincie waar meer mensen sterven dan dat er geboren worden. In 2012 was de natuurlijke bevolkingsgroei nog positief en bedroeg toen +1,7‰. De bevolkinsdaling wordt verder aangejaagd door emigratie naar het buitenland.